# Попереду одні неприємності
Попереду одні неприємності (англ. Trouble Bound) — американський фільм 1993 року, прем'єра якого відбулася 9 січня 1993 року на Міжнародному кінофестивалі в Палм-Спрінгз.

## Сюжет
Після виходу з в'язниці Гаррі, який поніс покарання за деяких своїх приятелів, збирається з ними знову, і каже їм, що не матиме з ними більше нічого спільного. Але вони підкладають труп в його багажник, і він їде, а колишні друзі раптово згадують, що забули забрати у небіжчика з кишені ключ. Вони починають переслідувати Гаррі, який підбирає по дорозі дочку ватажка мафії, не знаючи про те, хто вона така. Таким чином, мафія теж пускається за Гаррі навздогін.

## У ролях
| Актор             | Роль         |
| ----------------- | ------------ |
| Майкл Медсен      | Гаррі Телбот |
| Патриція Аркетт   | Кіт Каліфано |
| Флоренс Стенлі    | Мартуччі     |
| Сеймур Кассель    | Сантіно      |
| Сел Дженко        | Денні        |
| Пол Бен-Віктор    | Занд         |
| Даррен Ептон      | Рафаель      |
| Біллі Боб Торнтон | Колдфейс     |
| Рустам Бренемен   | Ретман       |
| Грегорі Спорледер | Ірвін        |